# Patrick Head
Patrick Head Kt. (Farnborough, 5 de junho de 1946) é o cofundador da equipe Williams de Fórmula 1, junto com Frank Williams. É ex-marido da jornalista brasileira Betise Assumpção.
Patrick Head foi o projetista do carro utilizado por Senna no dia do acidente que veio a vitimar fatalmente o piloto durante a temporada de Fórmula 1 de 1994. Supostamente responsável pelo acidente, Head foi absolvido com o arquivamento do caso pela Justiça italiana 13 anos após o acidente.
No final de 2011, foi anunciada sua aposentadoria da Fórmula 1. Mas retornou em 2019, para atuar como consultor técnico, em razão da má fase da equipe na Fórmula 1. Head não viaja para as corridas, mas atua na fábrica de Grove, na Inglaterra.